# Национальная Академия Авиации (волейбольный клуб)
Национальная Академия Авиации — женский волейбольный клуб Азербайджана.

## Общие сведения
Создан в 2023 году. Выступает в Суперлиге Азербайджана.
В сезоне 2023/2024 занял 5 место.
В сезоне 2024/2025 в регулярном сезоне занял второе место. По итогам плей-офф завоевал бронзовые медали, обыграв в матче за 3 место ЖВК «Гянджа».
В Кубке Азербайджана 2024 дошёл до полуфинала, уступив в полуфинале «Гяндже».

## Текущий состав
| №                       | Имя                |
| Центральные блокирующие |                    |
| 4                       | Алианца Дарвей     |
| 5                       | Вера Климович      |
| 18                      | Сона Атаева        |
|                         | Астрид Попич       |
| Связующие               |                    |
| 15                      | Наталья Ганчарова  |
| Либеро                  |                    |
| 2                       | Санубер Алескерова |
| 11                      | Рита Тимонен       |
| Доигровщик              |                    |
| 1                       | Лейла Паршкова     |
| 6                       | Петра Индрова      |
| 7                       | Сильвия Мусель     |
| 12                      | Даниела Джакович   |
| 21                      | Ксения Павленко    |

## Главные тренеры
- Андреа Дженова (2023)
- Джованни Торкио (апрель 2024 — апрель 2025)[6][7][8][9]